# Wadi'a Qaddura Khartabil
Wadi'a Qaddura Khartabil (en árabe وديعة خرطبيل) fue una política y activista libanesa. Su trabajo estuvo marcado por la causa Palestina, a la que dedicó su vida, y por la que fundó la Asociación de Mujeres Árabes de Palestina en Beirut. Esta fue la primera organización general de mujeres en la diáspora. Además fue la representante de la "Unión de Mujeres Árabes Palestinas", a partir de los años 50, en Federación Democrática Internacional de Mujeres que se celebraba cada tres años. 

## Biografía

### Infancia
Wadi'a Qaddura Khartabil nació en Beirut en 1915. Su padre fue el Dr. Mustafa Qaddura y su madre Khanum Al-Hassami, fruto de ese matrimonio nacieron tres hijas y dos hijos, además de Wadi'a. Su infancia estuvo marcada por su pertenencia a una familia tradicional libanesa y la educación que recibió se basaba en los valores de un alto espíritu nacional y patriótico.   En su dinastía, destacan la figura de su abuelo el Dr. Adeeb Qaddura, reconocido como el primer musulmán libanés titulado en medicina en el Líbano y de su tía, la señora Ibtihaj Qaddura, considerada como pionera del Movimiento de Mujeres en el Líbano durante la etapa final del Imperio Otomano. Además de que los hermanos y las hermanas de Wadi'a estudiaron y fueron reconocidos médicos, activistas políticos y sociales, y defensores de 
los valores nacionales de su país y por la causa Palestina.

### Juventud
La formación de Wadi'a en su etapa más temprana se desarrolló en la "Escuela Americana para Niñas" (en inglés American Community School Beirut). Tras graduarse de la educación secundaria prosiguió su formación en el "Beirut College for Girls" donde se matriculó en la especialidad de medicina y estuvo cursando los dos años requeridos de preparación previa. Posteriormente, acudió a la  Universidad Americana de Beirut y allí conoció al que sería su marido, el Dr. Adib Khartabil.

### Primeras acciones
Su enlace matrimonial determinó su vocación vital al servicio de Palestina, aunque no finalizase sus estudios en medicina. Ya que él, fue un médico palestino de renombre y ocupó altos cargos como el de Médico General en el Gobierno de Palestina. 
Por su profesión, pasaron largas estancias en diferentes ciudades de Palestina como  Tiberíades, Nablus y Gaza, aunque terminaron fijando su residencia en 1935 en la ciudad de Tulkarem. Allí, en  1936 fundaron el Hospital Al-Jihad que fue lugar clave para la asistencia de los heridos de la  Revuelta árabe de Palestina de 1936-1939 y que perduró hasta su destrucción durante la  Nakba, en el año 1948.

## Actividad política
La residencia en Tulkarem supuso el inicio de su prolífico trabajo con las mujeres palestinas y ocupó el cargo de presidenta de la asociación “Ladies' Social Charitable Society” . En ella continuó con las labores de asistencia médica y dispuso de servicios para la sección maternal e infantil, así como estableció una guardería y creó talleres de sastrería y bordado. Durante su dirección, la asociación distribuía medicinas, alimentos y ropa a los fedayines palestinos de la Revuelta árabe de Palestina de 1936 y ayudaba a las familias de los mártires con el cuidado de sus hijos.

#### Participación en la “Conferencia General de Mujeres Árabes”
En diciembre de 1944, Wadi'a Qaddoura Khartabil participó en la delegación palestina en la “Conferencia General de Mujeres Árabes” que tuvo lugar en El Cairo, como representante de la Asociación de Mujeres de Tulkarm, y pronunció un discurso titulado “El llamado de la Tierra”.  En el que reivindica la tierra (del árabe : وطن [watan]) como patria y de esa manera lo reivindicó en la Conferencia:

“La tierra es nuestra causa, y no hay otra causa que la tierra”.

Esta reunión fue el seno del activismo femenino panárabe y que congregó a delegaciones de varios países como Egipto, Irak, Líbano, Palestina, Siria y Cisjordania. Fue una conferencia fructífera que dio lugar a cincuenta y un resoluciones abocadas a alcanzar la igualdad. Destaca una recomendación orientada a la feminización de la lengua en el marco del panarabismo. Un año más tarde, en 1945, se consagraría esta reunión en la creación de la primera organización transnacional panárabe de mujeres que se conocería como Unión de las Mujeres Árabes (en inglés  Arab Feminist Union (AFU) ). 

#### “Unión de Mujeres Árabes Palestinas”
Tras la Nakba en 1948, abandonó Palestina forzosamente y se refugió con sus hijos en Beirut. Al que tiempo más tarde se unió su marido. En 1952, ella fundó y lideró el comité administrativo de la "Unión de Mujeres Árabes Palestinas" que se consideró como la primera unión general de mujeres palestinas establecidas en la diáspora y asistió a varios congresos convocados cada tres años por la Federación Democrática Internacional de Mujeres. Ella fue una de las primeras mujeres que sugirieron la idea de unificar todas las asociaciones de mujeres palestinas y uniones para crear solo una unión general. Para alcanzar este objetivo  mediante la sede en el Líbano, de la referida unión de mujeres, organizó una reunión en Beirut en julio de 1963 por la que invitó a representantes de estas sociedades y uniones. 
Cabe destacar en el marco de esta Unión la creación del Centro de Caridad Infancia Feliz, en la ciudad de Souk El Gharb en Líbano para atender a los niños con enfermedades. Aunque tras la agresión de Israel en 1967, se amplió la actuación para cuidar y educar a los hijos e hijas de los mártires de la Organización para la Liberación de Palestina pero el edificio fue destruido por el ejército israelí durante la Guerra del Líbano de 1982, momento en el que cesó la actividad. Aunque en 1983, retomó el proyecto de reactivarla y lo logró en 1985, momento en el que fue electa como presidenta vitalicia como reconocimiento de su trabajo al servicio del movimiento femenino Palestino. Además, bajo su supervisión estableció el centro de trabajo de costura y manualidades en el Campamento de Refugiados de Shatila en los suburbios de Beirut y se procedió a la apertura de una enfermería conocida como “Enfermería El Dalal Mughrabi-Casa de la Infancia Feliz. 

#### Intervenciones de interés
- "Comité Popular de Ayuda a Egipto" (1956): Creado después de la Guerra del Sinaí que supuso la derrota de Nasser frente a Israel, Reino Unido y Francia. Sin embargo, esto supuso un respaldo para el segundo presidente de Egipto quien mantuvo el control del Canal de Suez con el respaldo del mundo árabe. En el Líbano participó Khartabil bajo el liderazgo del mandatario Rashid Karami, por entonces Primer ministro.
- Liga Internacional de Mujeres por la Paz y la Libertad (1962): Participó en la edición celebrada en San Francisco.
- Delegación Palestina (1963): Khartabil y Yusra al-Barbari fueron miembros de la primera delegación de Palestina liderada por Ahmed Shukeiri para la sesión 18º de la Asamblea General de las Naciones Unidas.
- Carta Nacional Palestina (1964): Asistió como miembro del Congreso celebrado en Jerusalem en el que se estableció la Organización para la Liberación de Palestina.
- Unión General de Mujeres Palestinas (1965): Fue miembro electo del consejo administrativo de esta Unión y además, fue miembro del comité preparatorio y supervisó la creación de esta organización. Durante la guerra de los Seis Días en el 1967, ella organizó una campaña para la recaudación de dinero, medicinas, comida y ropa para donarla a los refugiados sin hogar en Jordania y Siria.
- Media Luna Roja Palestina: Trabajó como consejera y supervisora del trabajo realizado por las mujeres voluntarias.
- “Medalla Palestina” (2003): El presidente  Yasir Arafat premió con esta condecoración de Palestina el trabajo realizado por Wadi’a Qaddura Khartabil.

## Obras
- En busca de esperanza y patria : sesenta años de lucha de mujeres" (بحثا عن الأمل والوطن : ستون عاما في كفاح امرأة) 1995.